# Italiens parlament
Italiens parlament (Italiensk: Parlamento Italiano) består af to kamre, hvis medlemmer vælges for en femårig periode. Underhuset, Camera dei Deputati (Deputeretkammeret) består af 630 medlemmer, mens overhuset, il Senato (Senatet) har 315 medlemmer. Regeringen er ansvarlig overfor begge kamre.
Tre fjerdedele af Deputeretkammerets medlemmer, det vil sige 475 medlemmer, vælges i enkeltmandskredse. De øvrige 155 deputerede vælges fra partilister i 27 valgkredse.
Senatorerne vælges fra 20 regioner i forhold til folketallet.